# 等齿鼩鼹
等齿鼩鼹（学名：Uropsilus aequodonenia），一种分布于中国四川南部地区的小型哺乳动物，隶属于鼹科鼩鼹属，因上、下颌牙齿均为9枚，故名。模式产地为四川普格县螺髻山风景区。

## 形态特征
正模标本成年雌性，头体长72毫米，尾长70毫米，重11克。背毛毛基灰色，毛尖棕色；腹部灰色；背腹毛色分界不明显。